# Василе-Устимівка
Васи́ле-Усти́мівка — село в Україні, у Зіньківській міській громаді Полтавського району Полтавської області. Населення становить 275 осіб.

## Географія
Село Василе-Устимівка знаходиться на правому березі річки Мужева Долина, вище за течією на відстані 2,5 км розташоване село Дамаска, нижче за течією на відстані 3 км розташоване село Лагоди, на протилежному березі — село Дуб'янщина. По селу протікає пересихаючий струмок з загатами.

## Переказ про Василе-Устимівку
Було це дуже давно. В ті далекі часи українська земля спустошувалася татарськими ордами. Горіли великі міста і малесенькі села, стогнала земля, залита людською кров'ю, але поставити на коліна Русь не змогли люті вороги, бо народ мужньо боронив свою землю.
В одному селі, назви якого вже не пам'ятає ніхто, проживав славний богатир: мужній і сильний Устам. Сила в нього була така, переказують старожили, що міг монету зігнути вдвоє лише двома пальцями. І дружина була в нього справжня красуня: стан стрункий, обличчя рум'яне, коси кольору стиглого жита, а очі сині, мов увібрали в себе всю красу неба. Може, й назвали її Василиною через той дивовижний колір очей. Кохав Устим свою дружину-красуню, на руках, говорять, носив, не міг дня без неї прожити.
Та велике горе прийшло в кожен дім. Мов чорна хмара, посунула орда на квітуче й мирне село. Запалали вогнем біленькі хатки, заголосили жінки, заплакали злякані діти. Мов чорна сарана, розсипались татари по долині, зненацька налітаючи то там, то тут, рубали всіх, хто траплявся на шляху. І тоді, як казковий велетень, виступив наперед Устим. Так і кладе по три, по чотири ненависного вороги, а поряд дружина вірная допомагає. Злякалися татари натиску такого, богатиря такого непереможного та й змушені були тікати.
І здобули Устим та Василина слави великої, небаченої. Відтоді почали всі говорити, що то село Василини та Устима. Живе й понині на Полтавщині село Василе-Устимівка. Своєю назвою воно через віки проносить пам'ять про славних і незабутніх захисників землі рідної — Василину та Устима[джерело?].

## Історія
Засноване як хутір Коновальщина.
1859 року у власницькому селі налічувалось 36 дворів, мешкало 217 осіб (113 чоловічої статі та 104 — жіночої), функціонував завод.
У Національній книзі пам'яті жертв Голодомору 1932—1933 років в Україні перелічено 35 жителів села, що загинули від голоду.
12 червня 2020 року, відповідно до розпорядження Кабінету Міністрів України № 721-р «Про визначення адміністративних центрів та затвердження територій територіальних громад Полтавської області», село увійшло до складу Зіньківської міської громади.
19 липня 2020 року, в результаті адміністративно - територіальної реформи та ліквідації Зіньківського району, село увійшло до складу новоутвореного Полтавського району Полтавської області.

## Населення

### Мова
Розподіл населення за рідною мовою за даними перепису 2001 року:
| Мова       | Кількість | Відсоток |
| ---------- | --------- | -------- |
| українська | 269       | 97.82%   |
| російська  | 6         | 2.18%    |
| Усього     | 275       | 100%     |

## Економіка
- СХК «Колос».
- ПП «Укрхлібдар».
- ПП «Урожай».
- ТОВ «Надія».

## Об'єкти соціальної сфери
- Клуб.